# Usabilidade
Usabilidade é um termo usado para definir a facilidade com que as pessoas podem empregar uma ferramenta ou objeto a fim de realizar uma tarefa específica e importante. A usabilidade pode também se referir aos métodos de mensuração da usabilidade e ao estudo dos princípios por trás da eficiência percebida de um objeto.
Na Interação Humano-computador, na Ciência da Computação e na Ciência da Informação, usabilidade normalmente se refere à simplicidade e facilidade com que uma interface, um programa de computador ou um website pode ser utilizado. O Termo também é utilizado em contexto de produtos como aparelhos eletrônicos, em áreas da comunicação e produtos de transferência de conhecimento, como manuais, documentos e ajudas online. Também pode se referir a eficiência do design de objetos como uma maçaneta ou um martelo.

## Definições de usabilidade
A usabilidade está relacionada aos estudos de Ergonomia e de Interação Humano-computador.
Segundo Barbosa [BARBOSA, 2010], "IHC é uma disciplina interessada no projeto, implementação e avaliação de sistemas computacionais interativos para uso humano, juntamente com os fenômenos relacionados a esse uso".
A usabilidade em meios digitais, como na internet, é um termo muito utilizado também nas novas mídias. A necessidade de entender as necessidades dos interagentes no ambiente virtual facilita a compreensão do conteúdo disponiblizado, fazendo-o auto-suficiente nos cliques do hipertexto. Até quem tem dificuldade motora ou problemas de navegação por falta de conhecimento técnico poderá alcançar o que deseja o produtor da informação, se os processos de usabilidade forem respeitados, deixando o usuário da página web mais à vontade, mais independente. É um dos princípios trabalhados pelo webwriting.

### Usabilidade segundo a norma ISO 9241 - Ergonomia de software de escritório
Pela definição da International Organization for Standardization, usabilidade é a medida pela qual um produto pode ser usado por usuários específicos para alcançar objetivos específicos com efetividade, eficiência e satisfação em um contexto de uso específico (ISO 9241-11).
Medida, aqui, deve ser entendida como valores resultantes de uma medição e os processos utilizados para se obter aqueles valores.
A efetividade permite que o usuário alcance os objetivos iniciais de interação, e tanto é avaliada em termos de finalização de uma tarefa quanto também em termos de qualidade do resultado obtido.
Eficiência se refere à quantidade de esforço e recursos necessários para se chegar a um determinado objetivo. Os desvios que o usuário faz durante a interação e a quantidade de erros cometidos pode servir para avaliar o nível de eficiência do site.
A terceira medida de usabilidade, a satisfação, é a mais difícil de medir e quantificar, pois, está relacionada com fatores subjetivos. De maneira geral, satisfação se refere ao nível de conforto que o usuário sente ao utilizar a interface e qual a aceitação como maneira de alcançar seus objetivos ao navegar no site.

## Outras perspectivas da usabilidade
Segundo a norma citada acima (parte 11 da norma ISO 9241) a usabilidade pode ser especificada ou medida segundo outras perspectivas, como por exemplo:
- Facilidade de aprendizado - o usuário rapidamente consegue explorar o sistema e realizar suas tarefas;
- Facilidade de memorização - após um certo período sem utilizá-lo, o usuário não frequente é capaz de retornar ao sistema e realizar suas tarefas sem a necessidade de reaprender como interagir com ele;
- Baixa taxa de erros - o usuário realiza suas tarefas sem maiores transtornos e é capaz de recuperar erros, caso ocorram;

## Medição
O conjunto de atributos representando a usabilidade evidencia o esforço necessário para a utilização de um software. Da mesma forma é considerado o julgamento individual de seu uso através de um conjunto implícito ou explícito de usuários (Avouris, 2001). Para tanto, os critérios de medição da característica de usabilidade estabelecidos pela norma ISO 9241 reflete na:
- análise das características requeridas do produto num contexto de uso específico;
- análise do processo de interação entre usuário e produto;
- análise da eficiência (agilidade na viabilização do trabalho), da eficácia (garantia da obtenção dos resultados desejados) e da satisfação resultante do uso desse produto.

## Testes de usabilidade e avaliações de Ergonomia
O teste de usabilidade é uma técnica formal que pode envolver usuários representando a população alvo para aquele determinado sistema. Estes usuários são designados para desenvolver tarefas típicas e críticas havendo com isso uma coleta de dados para serem posteriormente analisados. Contudo o teste de usabilidade caracteriza-se por utilizar diferentes técnicas voltadas em sua maioria para a avaliação da ergonomia dos sistemas interativos.
- Avaliação heurística;
- Critérios ergonômicos;
- Inspeção Baseada em Padrões, Guias de Estilos ou Guias de Recomendações;
- Inspeção por checklists;
- Percurso (ou inspeção) cognitivo;
- Teste empírico com usuários.
- Entrevistas e questionários

Algumas técnicas de avaliação para testes de usabilidade podem incluir uma lista de métodos que direciona os esforços dos usuários em realizar uma variedade de tarefas em um protótipo ou sistema. Enquanto realiza estas tarefas ele é observado por inspetores que coletam dados referentes aos processos de interação do usuário, incluindo erros cometidos pelo usuário, quando e onde eles confundem-se ou se frustram, a rapidez com a qual o usuário realiza a tarefa, se eles obtêm sucessos na realização da tarefa e a satisfação do usuário com a experiência.
Entretanto, testes de usabilidade que envolvem usuários reais nos procedimentos de interação, transformam-se em um procedimento mais oneroso e complexo. A utilização de heurísticas, por exemplo, permite identificar erros mais sérios e difíceis de serem identificados. Mas, estudos apontam que a utilização conjunta de ambos os processos (aplicação de heurísticas e testes de usabilidade), é a melhor abordagem de investigação de usabilidade.

## Engenharia de usabilidade
A engenharia de usabilidade é uma abordagem de projeto de sistemas, na qual são utilizados vários níveis de usabilidade especificados quantitativamente, numa etapa anterior ao seu desenvolvimento, tendo como objetivo a tomada de decisões de engenharia que vai ao encontro das especificações através de medidas chamadas métricas.
Trata-se, portanto, de uma abordagem metodológica e de natureza científica de produção, que objetiva a entrega de um produto usável ao usuário. Para isso, utiliza métodos para agrupar requerimentos, desenvolver e testar protótipos, avaliar projetos alternativos, analisar problemas de usabilidade, propor soluções e testes com usuário (Garner, 2003). Preece (1994) apresenta uma lista de etapas que descreve a sequência do processo de engenharia de usabilidade:
- definir objetivos de usabilidade utilizando métricas;
- especificar níveis de usabilidade planejados que precisam ser alcançados;
- analisar o impacto de possíveis soluções de projeto;
- incorporar retorno derivado do usuário no processo de projeto;
- «iterar». através do ciclo “projeto-avaliação-projeto” até que os níveis planejados sejam alcançados.

## Norma ISO 13407 - Projeto centrado no usuário
O paradigma de desenvolvimento de uma interface com o usuário, deve permitir a realização de sucessivos ciclos de "análise/concepção/testes", com a necessária retro-alimentação dos resultados dos testes, de um ciclo a outro. A estratégia consiste em, a cada ciclo, identificar e refinar continuamente o conhecimento sobre o contexto de uso do sistema e as exigências em termos de usabilidade da interface. Na sequência dos ciclos se constroem versões intermediárias da interface do sistema que são submetidas a testes de uso, em que os representantes dos usuários simulam a realização de suas tarefas. Inicialmente eles participarão de simulações "grosseiras", usando maquetes, mas, com o avanço do desenvolvimento, eles recorrerão a protótipos e versões acabadas do sistema, em simulações mais e mais fidedignas. O objetivo é avaliar a qualidade das interações e levar em conta os resultados dessas avaliações para a construção de novas versões das interfaces. Se implementada desde cedo no desenvolvimento, tal estratégia pode reduzir o risco de falhas conceituais do projeto, garantindo que, a cada ciclo, o sistema responda cada vez melhor às expectativas e necessidades dos usuários em suas tarefas. (Cybis, Betiol & Faust, 2007).